# Murilo Radke
Murilo Radke (ur. 31 stycznia 1989 w Porto Alegre) – brazylijski siatkarz, reprezentant Brazylii, grający na pozycji rozgrywającego.

## Przebieg kariery
| 2000–2005                 | Sogipa                        |
| 2005–2006                 | Unisul/Nexxera                |
| 2006–2007                 | Ingá/Álvares/Vitória          |
| 2007–2008                 | Ulbra/Suzano/UPtime           |
| 2008–2010                 | Sada Cruzeiro Vôlei           |
| 2010–2011                 | Pinheiros/SKY                 |
| 2011–2012                 | Cimed/Sky                     |
| 2012–2013                 | Medley/Campinas               |
| 2013–2014                 | APAV/Kappesberg/Canoas        |
| 2014–2015                 | Budvanska Rivijera Budva      |
| 2015–2016                 | Łuczniczka Bydgoszcz          |
| 2016–2017                 | Montes Claros Vôlei           |
| 2017–2018                 | Jeopark Kula Voleybol         |
| 2018–2019                 | Arkas Spor Izmir              |
| 2019–2020                 | Globo BP Frusinate Sora       |
| 2020–2021                 | Foinikas Syros                |
| 2021–2021 (do 12.2021)    | Funvic Taubaté                |
| 2021–2023 (od 27.12.2021) | Bursa Büyükşehir Belediyespor |
| 2023–2024                 | Itambé/Minas                  |
| 2024–                     | CSM Corona Brașov             |

## Sukcesy klubowe
Liga brazylijska:
- 2008, 2009

Klubowe Mistrzostwa Ameryki Południowej:
- 2009

Puchar Czarnogóry
- 2015

Liga czarnogórska:
- 2015

Liga turecka:
- 2019

Puchar Ligi Greckiej:
- 2021

Liga grecka:
- 2021

Klubowe Mistrzostwa Świata:
- 2023[3]

Puchar Rumunii:
- 2025[4]

Liga rumuńska:
- 2025[5]

## Sukcesy reprezentacyjne
Mistrzostwa Świata Kadetów:
- 2005

Mistrzostwa Ameryki Południowej Dzieci i Młodzieży:
- 2006

Młodzieżowe Mistrzostwa Ameryki Południowej:
- 2008

Mistrzostwa Świata Juniorów:
- 2009

Letnia Uniwersjada:
- 2011

Igrzyska Panamerykańskie:
- 2011
- 2015

Puchar Panamerykański:
- 2013

Liga Światowa:
- 2014